# Bahnstrecke Leiferde–Salzgitter-Bad
| Streckenverlauf |                                                                     |                                                        |                                                        |
| Streckennummer (DB): | 1920                                                                |                                                        |                                                        |
| Kursbuchstrecke (DB): | 352 (Braunschweig–SZ-Lebenstedt) 358 (Braunschweig–Herzberg (Harz)) |                                                        |                                                        |
| Kursbuchstrecke: | 206e (Leiferde (Braunschw) – Immendorf 1946)                        |                                                        |                                                        |
| Streckenlänge: | 20,3 km                                                             |                                                        |                                                        |
| Spurweite: | 1435 mm (Normalspur)                                                |                                                        |                                                        |
| Streckengeschwindigkeit: | 120 km/h                                                            |                                                        |                                                        |
| Zweigleisigkeit: | Leiferde–Salzgitter-Drütte                                          |                                                        |                                                        |
| |                                                                     |                                                        |                                                        |
| \| \| \| von Braunschweig Hbf \| \| \| \| 6,0 \| Leiferde (Braunschw) \| Leiferde (Braunschw) \| \| \| \| nach Bad Harzburg \| \| \| \| \| Leiferde West (bis 1974, Neubau vrsl. ab 2026)[1] \| \| \| \| 8,9 \| Salzgitter-Thiede (ehem. Thiede Ost) \| Salzgitter-Thiede (ehem. Thiede Ost) \| \| \| \| Groß Gleidingen–Wolfenbüttel \| \| \| \| \| von Groß Gleidingen / Wolfenbüttel \| \| \| \| 12,7 \| Salzgitter-Drütte (seit 1944)[2] \| Salzgitter-Drütte (seit 1944)[2] \| \| \| \| (ehem. Immendorf) \| \| \| \| \| nach Derneburg \| \| \| \| \| von Braunschweig Nord \| \| \| \| \| Barum \| \| \| \| \| nach Lichtenberg \| \| \| \| 17,1 \| Salzgitter-Barum (SPNV 1989 eingestellt[3], zuletzt Anst) \| Salzgitter-Barum (SPNV 1989 eingestellt[3], zuletzt Anst) \| \| \| \| Salzgitter-Lobmachtersen[3] \| \| \| \| \| Salzgitter-Beinum (SPNV nach 1954 eingestellt[4]) \| \| \| \| \| von Beddingen (VPS) \| \| \| \| \| von Börßum \| \| \| \| 26,3 \| Salzgitter-Bad \| Salzgitter-Bad \| \| \| \| nach Kreiensen \| \| |                                                                     |                                                        |                                                        |
| Strecke |                                                                     | von Braunschweig Hbf                                   | von Braunschweig Hbf                                   |
| Blockstelle | 6,0                                                                 | Leiferde (Braunschw)                                   | Leiferde (Braunschw)                                   |
| Abzweig geradeaus und nach links |                                                                     | nach Bad Harzburg                                      | nach Bad Harzburg                                      |
| ehemaliger Haltepunkt / Haltestelle |                                                                     | Leiferde West (bis 1974, Neubau vrsl. ab 2026)         | Leiferde West (bis 1974, Neubau vrsl. ab 2026)         |
| Haltepunkt / Haltestelle | 8,9                                                                 | Salzgitter-Thiede (ehem. Thiede Ost)                   | Salzgitter-Thiede (ehem. Thiede Ost)                   |
| Kreuzung geradeaus unten (Querstrecke außer Betrieb) |                                                                     | Groß Gleidingen–Wolfenbüttel                           | Groß Gleidingen–Wolfenbüttel                           |
| Abzweig geradeaus, ehemals von links und ehemals von rechts |                                                                     | von Groß Gleidingen / Wolfenbüttel                     | von Groß Gleidingen / Wolfenbüttel                     |
| Dienststation / Betriebs- oder Güterbahnhof | 12,7                                                                | Salzgitter-Drütte (seit 1944)                          | Salzgitter-Drütte (seit 1944)                          |
| Strecke |                                                                     | (ehem. Immendorf)                                      | (ehem. Immendorf)                                      |
| Abzweig geradeaus und nach rechts |                                                                     | nach Derneburg                                         | nach Derneburg                                         |
| Abzweig von links und von rechts (Strecke außer Betrieb) · Abzweig geradeaus und ehemals nach rechts |                                                                     | von Braunschweig Nord                                  | von Braunschweig Nord                                  |
| Bahnhof (Strecke außer Betrieb) · Strecke |                                                                     | Barum                                                  | Barum                                                  |
| Strecke nach rechts (außer Betrieb) · Strecke |                                                                     | nach Lichtenberg                                       | nach Lichtenberg                                       |
| ehemaliger Bahnhof | 17,1                                                                | Salzgitter-Barum (SPNV 1989 eingestellt, zuletzt Anst) | Salzgitter-Barum (SPNV 1989 eingestellt, zuletzt Anst) |
| ehemaliger Haltepunkt / Haltestelle |                                                                     | Salzgitter-Lobmachtersen                               | Salzgitter-Lobmachtersen                               |
| ehemaliger Haltepunkt / Haltestelle |                                                                     | Salzgitter-Beinum (SPNV nach 1954 eingestellt)         | Salzgitter-Beinum (SPNV nach 1954 eingestellt)         |
| Abzweig geradeaus und von rechts |                                                                     | von Beddingen (VPS)                                    | von Beddingen (VPS)                                    |
| Abzweig geradeaus und von links |                                                                     | von Börßum                                             | von Börßum                                             |
| Bahnhof | 26,3                                                                | Salzgitter-Bad                                         | Salzgitter-Bad                                         |
| Strecke |                                                                     | nach Kreiensen                                         | nach Kreiensen                                         |

Die Bahnstrecke Leiferde–Salzgitter-Bad ist eine 20,3 Kilometer lange, nicht-elektrifizierte Hauptbahn in Niedersachsen. Sie führt von der Betriebsstelle Leiferde (Braunschweig) zum Bahnhof Salzgitter-Bad.

## Geschichte
Die erste Strecke von Braunschweig nach Barum war die Bahnstrecke Braunschweig Nord–Lichtenberg. Sie wurde im 19. Jahrhundert als Teil einer ländlichen Erschließungsbahn von Braunschweig nach Derneburg durch die private Braunschweigische Landes-Eisenbahn-Gesellschaft errichtet. Sie war jedoch wesentlich kurvenreicher und somit schlechter trassiert.
Um die Reichswerke Hermann Göring, die später in der Salzgitter AG aufgingen, erschließen zu können, verstaatlichte die damalige Reichsregierung 1938 die BLE. Die Personenzüge wurden ab 1938 in den damaligen Hauptbahnhof Braunschweig geführt.
Spätestens ab 1940 begannen die Bauarbeiten für den heutigen Streckenabschnitt Leiferde–Barum. Um 1941 herum wurde der Bereich Salzgitter-Thiede erreicht. Der Streckenabschnitt wurde im Jahr 1942 eröffnet. Die neue Strecke ersetzte im Durchgangsverkehr nach Braunschweig die ehemalige BLE-Strecke. Auch die Bahnstrecke Groß Gleidingen–Wolfenbüttel wurde nördlich von Fümmelse neu trassiert und fädelte nördlich des heutigen und im Jahr 1944 eröffneten Bahnhofs Salzgitter-Drütte (damals unter dem Namen Immendorf) ein. Bald darauf unterbrach der Krieg den weiteren Ausbau. 
Die Bahnstrecke Salzgitter-Drütte–Derneburg zweigt seit 1953 vom Bahnhof Salzgitter-Drütte ab. 1959 wurde hingegen der Wolfenbütteler Ast aufgegeben, von Wolfenbüttler Seite existierte ein Teil der Strecke noch als Werksanschluss der Landmaschinenfabrik Welger. 
Im Jahr 1956 wurde der Abschnitt von Salzgitter-Barum bis Salzgitter-Bad eröffnet. Damit konnten Züge von Kreiensen fortan den Umweg über Börßum sparen. Die Bahnstrecke stellte in der Region Braunschweig im späten 20. Jahrhundert bis zum Bau der Weddeler Schleife eine der jüngsten großen Bahn-Neubauprojekte dar. Die Trasse war ursprünglich für eine durchgehende Zweigleisigkeit bis Salzgitter-Bad vorgesehen.

## Betrieb
Die Bahnstrecke liegt vollständig im Gebiet des Verbundtarifs Region Braunschweig. Im Rahmen der europaweiten Ausschreibung des Dieselnetzes Niedersachsen Südost (DINSO) erhielt die DB Regio den Zuschlag für das Los 1, welche alle auf der Bahnstrecke fahrenden SPNV-Linien umfasst.
Die Bahnstrecke wird im Stundentakt von der RB 46 (Braunschweig Hbf – Herzberg (Harz)) bedient. Seit Dezember 2005 setzt DB Regio hier Fahrzeuge der Baureihe 648 ein. Einziger Halt dieser Linie entlang der Strecke ist der Bahnhof Salzgitter-Bad.
Zwischen Braunschweig-Leiferde und Salzgitter-Thiede verkehren die RB 44/48 (Braunschweig Hbf – Salzgitter-Lebenstedt) jeweils im Stundentakt. Sie sind zeitlich um etwa 30 Minuten versetzt, so dass sich zwischen Braunschweig und SZ-Lebenstedt ein unechter Halbstundentakt ergibt. Ein echter Halbstundentakt mit Halt an allen Stationen ist derzeit nicht möglich, da sich Züge im Abschnitt Drütte–Lebenstedt nicht kreuzen können und die Fahrzeit mit Wende in Lebenstedt sonst zu lang ist, um diesen Abschnitt pünktlich für den nächsten Zug wieder freizugeben.
Bis Dezember 2014 wurde die RB 44 im Zweistundentakt mit einzelnen Verstärkerzügen zur Hauptverkehrszeit betrieben. Seit Dezember 2014 verkehrt DB Regio mit modernisierten LINT-41-Triebzügen für 15 Jahre weiter, vorher verkehrten hier Triebwagen der Baureihe 628. Mit der Betriebsaufnahme wurden im Rahmen des „Regionalbahnkonzeptes 2014+“ einige Verbesserungen im Fahrplan umgesetzt. So verkehrt die Linie RB 44 unter der Woche stündlich und die Betriebszeiten wurden verlängert. Zum Fahrplanwechsel im Dezember 2017 erfolgte eine weitere Verdichtung des Angebots von Montag bis Freitag durch die zusätzlich verkehrende Linie RB 48. Seitdem kommen auch redesignte LINT-27-Triebwagen zum Einsatz. Am Wochenende verkehren Züge des Typs LINT 41.

## Planung
Die Station Leiferde soll unter dem Namen Braunschweig-Leiferde wieder für den Halt von Personenzügen ausgebaut werden. Dies wurde am 28. März 2019 zwischen Land Niedersachsen, RGB (Nachfolger des ZGB) und DB vereinbart. Der RGB fordert im Rahmen der Realisierung der Station in Leiferde eine zusätzliche Blockteilung zwischen Leiferde und Drütte, um zusätzliche Kapazitäten für einen geplanten Halbstundentakt bis Salzgitter-Bad zu schaffen. In diesem Zusammenhang soll die RB 48 zum Bahnhof Goslar über Salzgitter-Bad geführt werden. Hierzu soll die Ringelheimer Kurve zur Bahnstrecke Hildesheim–Goslar gebaut werden.
Im Jahr 2021 wurde die Elektrifizierung der Strecke als zu förderndes Vorhaben im Rahmen des Gemeindeverkehrsfinanzierungsgesetzes angemeldet.